# Villeneuve, Ariège

Villeneuve este o comună în departamentul Ariège din sudul Franței. În 1 ianuarie 2022 avea o populație de 42 de locuitori.